# Notiomaso exonychus
Notiomaso exonychus là một loài nhện trong họ Linyphiidae.
Loài này thuộc chi Notiomaso. Notiomaso exonychus được František Miller miêu tả năm 2007.